# Augusto Tamayo San Román
Augusto Tamayo San Román (Lima, 5 de mayo de 1953) es un reconocido director de cine, escritor, poeta, guionista y productor cinematográfico, televisivo y videográfico peruano.

## Biografía
Hijo del literato Augusto Tamayo Vargas y de Aída San Román Aguirre. Cursó sus estudios escolares en el Colegio Markham de Lima (1958-1969) y sus estudios superiores en la Universidad Nacional de Ingeniería (1970-1974) en donde estudió por cinco años arquitectura, y en la Pontificia Universidad Católica del Perú (1974-1978), donde se graduó de bachiller en Literatura y Lingüística. Luego viajó a Inglaterra, gracias a una beca del Consejo Británico para realizar estudios de postgrado de realización cinematográfica en el National Film School de Londres, gracias a una beca del Consejo Británico (1981-1982). Allí tuvo como tutores a Ernest Walter, el reconocido editor de cine americano y británico de las décadas 1960 a 1980, a Bernardo Bertolucci y a Jerzy Skolimowski. En 2016 obtuvo una maestría en escritura creativa de la Universidad de San Marcos.
Entre 1976 y 1978 realiza cinco cortometrajes: Presbítero Maestro, La clausura, Ensayo Barroco, La chicha y Viajero Imaginario. En 1978 escribió y dirigió el episodio Mercadotecnia dentro del largometraje Cuentos Inmorales que obtuviera gran éxito de público y crítica y que ganara el Premio Especial del Jurado en el Festival de Cartagena y participara en la sección del Festival de Moscú en 1979. En 1980 dirige el episodio "Strip" en el largometraje Aventuras prohibidas y escribe el guion de Muerte de un magnate, largometraje dirigido por Francisco Lombardi. En 1983 edita el largometraje Maruja en el infierno, Confidencias, Profesión detective. En 1985 edita el largometraje La Ciudad y los Perros de Francisco Lombardi, basada en la novela de Mario Vargas Llosa. En 1987 se estrenó el largometraje escrito y dirigido por Tamayo San Román titulado La Fuga del Chacal, Anda, corre, vuela (1995), Welcome to Oblivion (1990), El bien esquivo (2001), Una sombra la frente (2007); La vigilia (2010) y produjo la ópera prima del director Gonzalo Benavente Rocanrol 68 (2013).
Ha producido, escrito y/o dirigido seis telenovelas: Carmín, Mala mujer, Velo negro, velo blanco, Bajo tu piel, Sólo por ti, Milagros.
Ha dirigido series de televisión, programas educativos, 26 documentales, entre ellos la serie dedicada al bicentenario de la independencia del Perú compuesta por 10 documentales realizados entre 2011 a 2017, y más de 800 comerciales televisivos.
Ha sido gerente general de Secuencia Audiovisual (1991-1997), presidente de la Asociación de Cineastas del Perú y de Argos Interactivo (1997-2001). Ha sido presidente  de la Asociación de Productores Cinematográficos del Perú-APCP (2005). Actualmente es presidente de la Academia Peruana de Artes y Ciencias Cinematográficas.
Es autor de legislación cinematográfica peruana. Ha sido profesor de las Universidades Católica, Femenina, de Lima, San Martín y San Marcos, en cursos de pregrado y maestría, dictando cursos de literatura, guion cinematográfico, lengua, dirección audiovisual, publicidad, análisis cinematográfico, dirección de arte.
Ha escrito y publicado crítica cinematográfica y libros de cuento, poesía, historia, genealogía, arquitectura, la historia de Lima, guion y dirección cinematográficas, realización publicitaria, dirección de arte, financiamiento y marketing de cine.

## Publicaciones

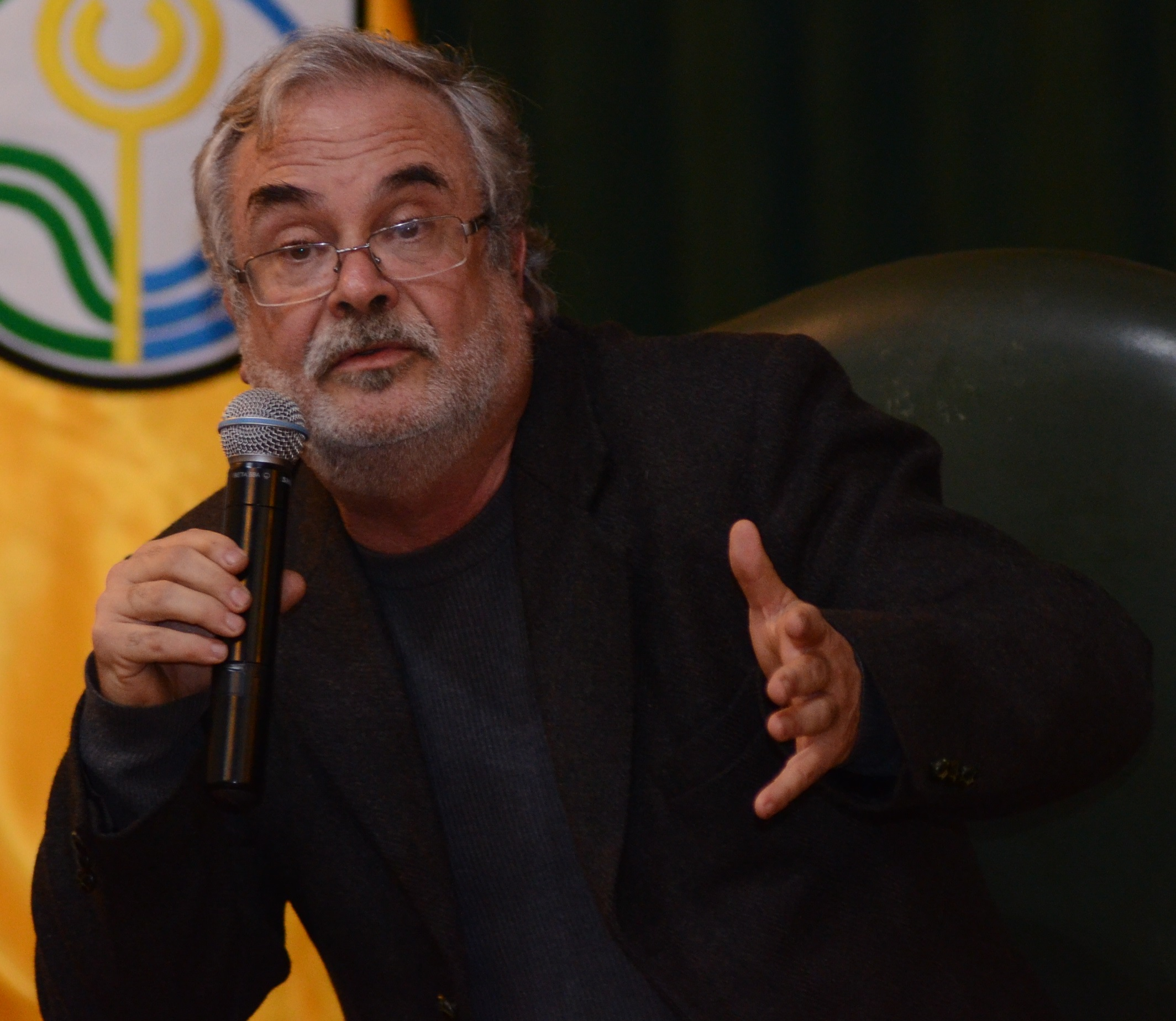
Augusto Tamayo en un conservatorio en Miraflores, 2013.

### Poesía
- Bestiario (1978), poemario.
- Viajeros (1985), poemario.
- De bestias, viajeros y heroínas (compilación de tres poemarios), Lima, Argos Productos Editoriales, 2015. ISBN 978-612-47046-0-4

### Cine
- Teoría y práctica del guion de ficción (1996)
- El spot publicitario (2000)
- Financiamiento, distribución y marketing del cine peruano (2008)
- La dirección de arte en el cine peruano (2015)
- Financiamiento, distribución y marketing del cine peruano, 2da ed. (2018)
- El guion de ficción audiovisual (2018)
- Historia de la industria cinematográfica en el Perú "1972 - 2014" (2025)

Ha escrito también artículos sobre crítica cinematográfica en la revista Hablemos de cine y en diversos diarios.

### Historia, Arquitectura y Genealogía
- Historia de los Tamayo del Perú (2008)
- Arquitectura de Lima 1910-1950 (2006)
- San Isidro, tradición y modernidad (2012)
- El distrito de San Miguel (2012)
- Barranco. Historia, cultura y sentimiento de un distrito (2014)
- Hombres de ciencia y tecnología en el Perú (2015)
- Bicentenarios de la Independencia del Perú tomo I  (2017)
- Bicentenarios de la Independencia del Perú tomo II (2018)
- Ricardo Palma, espíritu de lo peruano (2019)
- Arquitectos de Lima "1850-1960" (2024)

Ha editado los siguientes libros:
- Diario de viaje. Visita de un ingeniero peruano a la Inglaterra victoriana (1875) de Augusto Tamayo Chocano (2011)
- Acerca de la poesía y los poetas de Augusto Tamayo Vargas (2014)
- Soplón de Alfredo Moreno Mendiguren (2016)
- El cine en las entrañas de Isaac León Frías (2017)

## Premios y distinciones
Entre las distinciones que ha recibido están las siguientes:
- Premio especial del Jurado por Mercadotecnia (corto incluido en Cuentos inmorales) en el Festival de Cine de Cartagena (1979).
- Premio del Festival de cortometrajes de la Asociación de Cineastas del Perú por Un artista del trapecio (1984)
- Primer premio, Concurso Nacional de Video, Videoteca alternativa por La Agonía de Rasu Ñiti (1985)
- Primer premio en el Festival de la Asociación Latinoamericana de Teleeducación Universitaria, ALATU, por el video basado en el cuento La agonía de Rasu Ñiti de José María Arguedas (México, 1985)
- Premio Fond Sud del Ministerio de Cultura de Francia (1991)
- Premio “17.65” como mejor director de publicidad por Pavita San Fernando (1994).
- Premio “GRAN APAP” como mejor director de publicidad. (1994)
- Premio Categoría transportes y finalista del "Gran Premio" de la Revista 17.65 por el comercial  Royal Class
- Anda, corre, vuela, seleccionada para participar en los Festivales de Cine de Toulose, Chicago, Montreal, San Francisco y Biarritz (1996)
- Premio del Consejo Nacional de Cinematografía por el guion de El bien esquivo (1996).
- Primer premio de la crítica a la mejor película en el quinto Encuentro Latinoamericano de cine de la Universidad Católica, por El bien esquivo (2001)
- El bien esquivo, seleccionada para participar en los Festivales de Cine de La Habana, Cartagena, Mar del Plata, París, Miami, Río, Caracas, Quito, Santo Domingo, Providence, Chicago, Lérida, Huelva, Los Ángeles, Toulouse, Sofía, Ottawa, Montreal, Jerusalén, Buenos Aires, Calcuta, Nueva Zelanda, Viña del Mar, Trieste, Milán, Cardiff, Washington, Tailandia, Santa Cruz, Nueva York, Atlanta, Londres, Sao Paolo, Panamá, Roma, entre otros festivales.
- El bien esquivo, Seleccionada para Mejor Película Hispanoamericana de los Premios Goya, España, (2002)
- El bien esquivo, nominada para Mejor Película Hispanoamericana de los Premios Ariel, México, (2002)
- El bien esquivo, seleccionada para los Premios Oscar de los Estados Unidos, (2002)
- Premio Gran Paoa del Festival de Cine de Viña del Mar por la dirección de "El bien esquivo" (2002)
- El bien esquivo, seleccionada por la Federación Iberoamericana de Productores Audiovisuales (Fipca) entre las seis mejores películas Iberoamericanas de los años 2001 y 2002 para el premio Luis Buñuel
- Premio de Ibermedia por el guion de Una sombra al frente (2005)
- Premio del Consejo Nacional de Cinematografía para la postproducción de Una sombra al frente (2007)
- Premio a la Mejor Película Peruana en el Festival de Cine de Lima por Una sombra al frente (2007)
- Una sombra al frente nominada al premio de Mejor Película Hispanoamericana en los Premios Goya de España (2008).
- Premio de Ibermedia por el guion de La vigilia (2008)
- Reconocimiento de la municipalidad de Lima.[5]
- Premio del Consejo Nacional de Cinematografía para la postproducción de La Vigilia (2009)
- Premio del Festival Latinoamericano de Flandes por el guion de La Vigilia (2011)
- Premio del Festival de Cine Iberoamericano de El Cairo por El bien esquivo (2011)
- Premio de la Dirección del Audiovisual y Fonografía (DAFO) por el proyecto de La herencia de Flora (2017)

## Filmografía

### Películas
- 1977: Muerte al amanecer (dirección de arte)
- 1978: Cuentos inmorales (segmento: "Mercadotecnia") (guion y dirección)
- 1980: Aventuras prohibidas (segmento: "Strip") (guion y dirección)
- 1987: La fuga del chacal (guion y dirección)
- 1988: Heroes stand alone (asistencia de dirección)
- 1990: Welcome to Oblivion (dirección)
- 1990: Ultra Warrior (dirección)
- 1995: Anda, corre, vuela (dirección)
- 2001: El bien esquivo (guion, dirección de arte, edición, dirección y producción general)
- 2007: Una sombra al frente (guion, dirección de arte, edición, dirección y producción general)
- 2010: La Vigilia (guion, dirección de arte, dirección y producción general)
- 2018: Rosa Mística (guion, dirección de arte, edición, dirección y producción general)
- 2019: Sebastiana, la maldición (guion, dirección de arte, edición, dirección y producción general)
- 2023: La Herencia de Flora (guion, edición, dirección y producción general)

### Cortometrajes
- 1976: Presbítero maestro
- 1978: La clausura
- 1978: La chicha
- 1978: Ensayo barroco
- 1980: Calles de la noche
- 1982: The letter
- 1982: Un artista de trapecio
- 1990: La agonía de Rasu Ñiti: El danzante de tijeras
- 1992: Baño de mujeres

### Telenovelas
- 1984: Carmín (guion)
- 1986: Bajo tu piel (dirección)
- 1987: Sólo por ti (dirección)
- 1991: Mala mujer (dirección)
- 1991: Velo negro, velo blanco (guion)
- 2000: Milagros (dirección)

### Series de televisión y video
- 1980: Tristes querella en la vieja quinta (guion)
- 1980: El cuervo blanco (guion)
- 1983-1984: Gamboa (guion y dirección de 4 episodios)
- 1986: Mujer y sociedad (guion y dirección)
- 1990: Casado con mi hermano (dirección)
- 1991: Hay que casar a María (dirección)
- 1996: La captura del siglo - Película para televisión (consultoría)
- 1997: Polvo para tiburones (consultoría)
- 2002: ¿Y tú que harías? (guion y dirección)
- 2003: Estos chikos de ahora (dirección)
- 2008: Diablos azules (dirección)
- 2011: El mercado de los milagros (dirección)
- 2013: Solamente milagros (dirección)
- 2014: Páginas literarias (dirección)

### Documentales y videos empresariales
- 1976: Presbítero Maestro
- 1978: La Clausura
- 1978: La Chicha
- 1978: Ensayo Barroco
- 1980: Viajero imaginario
- 1994: Perú opportunities in Mining
- 1994: Uña de gato, el gran descubrimiento
- 1995: Proyecto empresarial peruano
- 1995: Cajamarca, minería y medioambiente
- 1996: Baños termales del Perú
- 1996: San Fernando S.A.
- 1997: Alicorp S.A.
- 1998: Proyecto Cultural Huaripampa
- 1998: SIMA Perú
- 1998: ZUM, nuevo espacio cultural
- 1999: De la guerra a la paz: Perú y Ecuador
- 2003: Historia del club Waikiki
- 2003: Organización Internacional para las Migraciones
- 2003: Museo de arte italiano
- 2004/2006/2008: Institucional de la Universidad de Lima
- 2004: Biblioteca de la Universidad Católica
- 2005: Pisco, patrimonio cultural del Perú
- 2006: Ricardo Palma, espíritu de lo peruano
- 2006: Universidad de Lima. Las tres escuela
- 2007: Instituto Riva Agüero
- 2009: Del mito al sueño
- 2010: San Isidro. Tradición y modernidad
- 2011: Francisco de Zela. Primer grito de libertad
- 2011: Aniversario del Teatro de la Universidad Católica
- 2012: La rebelión de Huánuco
- 2012: El distrito de San Miguel
- 2012: El Perú y la Constitución de Cádiz de 1812
- 2014: Segunda rebelión de Tacna, Enrique Paillardelle
- 2014: Barranco, historia, cultura y sentimiento de un distrito
- 2014: Cusco 1814-1815. La rebelión de los hermanos Angulo
- 2015: Hombres de ciencia y tecnología en el Perú
- 2016: Agua clara
- 2016: La restauración de Fernando VII y la organización de la expedición libertadora
- 2017: La campaña de Chile y el gobierno de Pezuela'
- 2018: La rebelión de José Gómez y la economía del Virreinato en 1818
- 2019: El congreso de Angostura, las expediciones de Lord Cochrane y la conspiraciones en Lima 1818 1819
- 2019: Los acontecimientos del proceso de la independencia del Perú. 1808-1819

### Guionista
- 1976: Presbítero Maestro
- 1978: La clausura
- 1978: La chicha
- 1978: Ensayo barroco
- 1979: Cuentos inmorales (segmento: Mercadotecnia)
- 1980: Muerte de un Magnate
- 1980: Aventuras prohibidas (segmento: Strip)
- 1991: Velo negro, velo blanco
- 2001: El bien esquivo
- 2007: Una sombra al frente
- 2010: La vigilia
- 2018: Rosa mística
- 2019: Sebastiana, la maldición
- 2023: La Herencia de Flora

### Productor
- 2001: El bien esquivo
- 2007: Una sombra al frente
- 2010: La vigilia
- 2013: Rocanrol 68
- 2018: Rosa mística
- 2019: Sebastiana, la maldición
- 2023: La Herencia de Flora

### Editor
- 1983: Maruja en el infierno
- 1985: La ciudad y los perros
- 1986: Profesión: detective
- 2001: El bien esquivo
- 2007: Una sombra al frente
- 2010: La vigilia
- 2018: Rosa Mística
- 2019: Sebastiana, la maldición
- 2023: La Herencia de Flora